# Anne Bracegirdle
Anne Bracegirdle, född omkring 1674, död 12 september 1748, var en engelsk skådespelare.
Bracegirdie var omkring 1700 Englands främsta komedienne. Hon är välkänd som William Congreves väninna och spelade huvudrollerna i flera av hans komedier. Bland hennes övriga roller märks Portia i Köpmannen i Venedig. Bracegirdle drog sig tillbaka från teatern redan 1707.